# Hideo Nakata
Hideo Nakata (jap. 中田 秀夫 Nakata Hideo; ur. 19 lipca 1961 w prefekturze Okayama) – japoński reżyser i scenarzysta filmowy.

## Życiorys
Po ukończeniu studiów dziennikarskich w Tokio pracował jako asystent reżysera Masaru Konumy. W 1992 roku nakręcił debiut filmowy God’s Hand. Największym sukcesem Nakaty jest wyreżyserowanie w 1998 roku (autorem scenariusza jest Hiroshi Takahashi) filmu The Ring: Krąg, który okazał się wielkim sukcesem, stając się klasyką gatunku i filmem kultowym.
W 2002 roku powstał remake w reżyserii Gore Verbinskiego, zatytułowany The Ring.

## Filmografia
- Pokój na czacie (2010) – reżyser
- The Ring 3 (2009) – reżyser
- L: Change the World (2007) – reżyser
- Kaidan (2007) – reżyser
- The Ring 2 (2005)
- Last Scene (2002)
- Dark Water (2002)
- Sotohiro (2000)
- Garasu no nou (2000)
- Sadistic and Masochistic (2000)
- Ringu 2 (1999)
- Chaos (1999)
- The Ring: Krąg (Ringu) (1998)
- Ghost Actress (1996)
- Man With 4 Names (1996)
- God’s Hand (1992)